# Pinsback

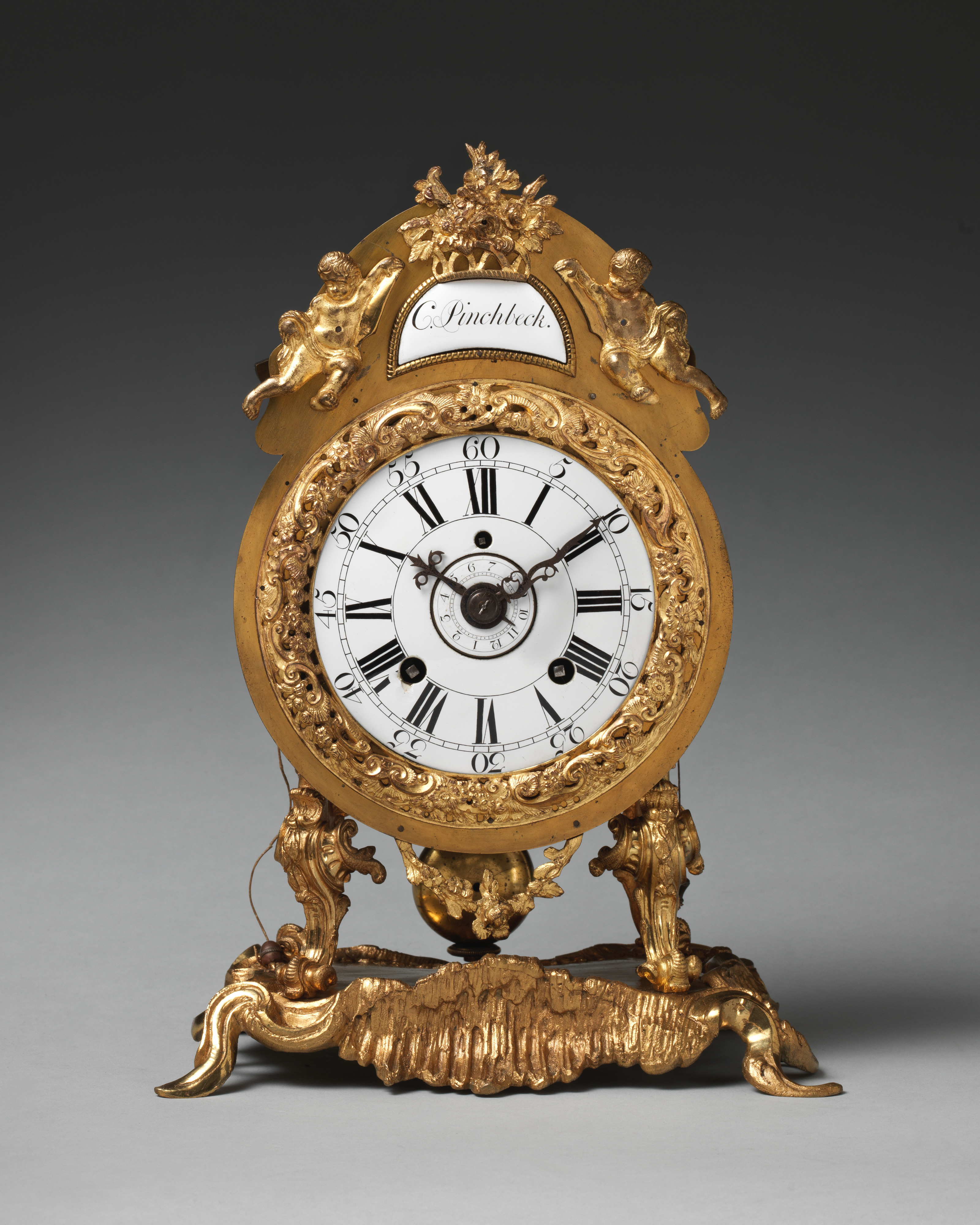
Bordsur av pinsback.

Pinsback, engelska pinchbeck, är en guldfärgad legering av ungefär 90 % koppar och 10 % zink. 
Uppkallad efter den engelske urmakaren Christopher Pinchbeck (1670-1732). Han tillverkade klockspel till de europeiska kungahusen, men uppfann även den guldliknande mässingslegeringen, med vilken han kunde framställa billiga smycken. Det engelska ordet pinchbeck har därför med tiden fått betydelsen billigt skräp liksom oäkta och falskt. På 1700-talet lät rika damer göra kopior av sin dyra juveler i pinsback för att ta med på resor. Legeringen föll ur bruk i mitten av 1800-talet.